# Екатерина Арнаудова
Екатерина Щерева Арнаудова с псевдоним Арнаутчето е българска революционерка, деятелка на Върховния македоно-одрински комитет.

## Биография
Екатерина Арнаудова е родена в 1874 година в село Либяхово, тогава Османската империя. Според краеведа Атанас Панчелиев, тя е родена на 20 февруари 1870 година, като се позовава на датата, посочена в некролога ѝ. Тя е второто дете в семейството на Щерю Воденичаров Арнаудов – преселник от град Янина, и съпругата му Мария Плячкова. Има още трима братя (Илия, Димитър и Пандо) и една сестра – Магда.
Омъжва се рано за човек от съседното село Гайтаниново. По примера на двамата си братя около юли 1895 г., когато в нейното родно село загива старият войвода Георги Христов Маламата, се присъединява към Върховния комитет. В продължение на около 7 години броди с четите на петричкия войвода Дончо Златков (1865 – 1918), на капитан Йордан Трифонов (1869 – 1910) и на запасния поручик Сотир Янакиев (1876 – 1940). Комитското ѝ име е Катина, но четниците я наричат още Арнаутчето. Взема участие в сражения из Пирин и Осогово по време на Горноджумайското въстание. За проявения героизъм в боя при Кресна получава прозвището Безстрашната Пиринска четничка.
В края на XIX век Екатерина Арнаудова се установява да живее в София. Там има и собствен дом на улица „Опълченска“ № 18. Работи за кратко при руския дипломатически агент Юрий Бахметиев. По препоръка на съпругата му посещава редовно Александровската болница и усвоява медицинските грижи за болни.
През август 1903 г. се включва в Илинденско-Преображенското въстание в Скопския вилает. Там освен медицински умения демонстрира и боен опит в сражение срещу турците при местността Меркез, Кумановско.
В Балканската война през 1912 г. е знаменоска на сформираната в София Неврокопска опълченска дружина, която по-късно е преименувана на Трета рота на Одринската опълченска дружина. Участва в освобождението на Неврокоп.
В следвоенния период се грижи за бежанците от Македония. От 1923 до 1947 г. е деен член на взаимоспомагателната и културно-просветна организация „Илинден“. През 1937 – 1938 г. посещава Божи гроб. На връщане се отбива в родното си село, прави дарения на местната църква, подпомага финансово нуждаещи се, а самата тя си осиновява няколко деца. Хората от уважение започват да я наричат Баба Хаджийка.
Арнаудова умира в София на 30 март 1958 година или на 26 май 1955 година.